# Droga krajowa B34 (Austria)
Droga krajowa B34 (Kamptal Straße) – droga krajowa Austrii. Trasa zaczyna się na węźle z  drogą ekspresową S5  na zachód od Tulln an der Donau i prowadzi w kierunku północnym. B34 kończy się na skrzyżowaniu z 	Waldviertler Straße na obwodnicy miasta Horn.